# Thomas Marwein

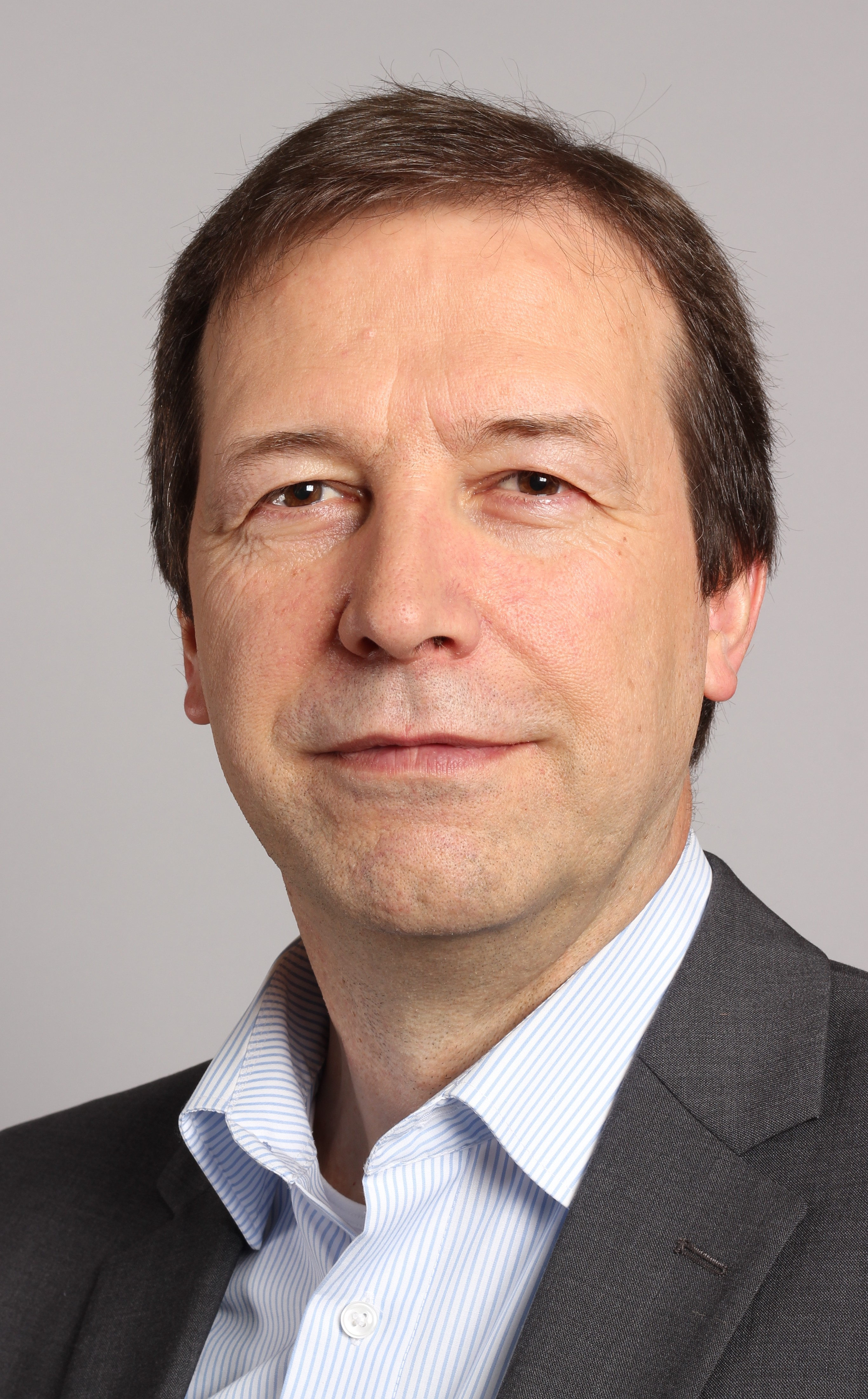
Thomas Marwein (2013)

Thomas Marwein (* 10. Juni 1958 in Rastatt) ist ein deutscher Politiker von Bündnis 90/Die Grünen. Seit 2011 ist er Abgeordneter im Landtag Baden-Württemberg.

## Ausbildung und Beruf
Thomas Marwein absolvierte nach der Grundschule in Achern und Binzen und der Theodor-Heuss-Realschule in Lörrach eine Ausbildung zum Vermessungstechniker beim Staatlichen Vermessungsamt in Lörrach. Danach studierte er an der Fachhochschule Karlsruhe Bauingenieurwesen mit Abschluss als Diplom-Ingenieur (FH). Ab 1984 war er im Offenburger Amt für Wasserwirtschaft und ab 2005 im Amt für Wasserwirtschaft und Bodenschutz des Ortenaukreises tätig.

## Politische Tätigkeit
Mitglied in der Partei Bündnis 90/Die Grünen ist er seit 1984. Er gehörte zunächst 1984 dem Kreisrat des Landkreises Karlsruhe, später von 1997 bis 2011 dem Gemeinderat von Offenburg an. Von 1989 bis 2004 hatte er einen Sitz im Kreistag des Ortenaukreises. Bei der Landtagswahl in Baden-Württemberg 2011 wurde er für den Landtagswahlkreis Offenburg mit 26,5 % der Stimmen über ein Zweitmandat gewählt. Bei der darauffolgenden Landtagswahl 2016 gewann er das Direktmandat mit 33,7 % der Stimmen. Bei der Landtagswahl 2021 konnte er sein Direktmandat mit 36,8 Prozent der Stimmen verteidigen. Bei der Landtagswahl 2026 tritt er nicht erneut an.
Marwein ist lärmpolitischer Sprecher der Landtagsfraktion Grüne. Er ist Mitglied im Verkehrs- und Wissenschaftsausschuss des baden-württembergischen Landtags. Im September 2016 ist Thomas Marwein zum Lärmschutzbeauftragten der baden-württembergischen Landesregierung ernannt worden.
Marwein engagiert sich darüber hinaus in verschiedenen Vereinen. Unter anderem ist er Mitglied des Beamtenbundes Baden-Württemberg und Mitglied des Bundes Deutscher Baumeister, Architekten und Ingenieure Baden-Württemberg e.V.

## Familie und Privates
Thomas Marwein ist verheiratet. Er ist evangelisch und hat drei Kinder.